# Limite
Limite är en experimentell brasiliansk stumfilm från 1931, skriven, producerad och regisserad av Mário Peixoto. Filmen var författaren Peixotos enda, och den blev en kommersiell flopp. Däremot blev filmen en favorit hos några kritiker. Genom filmklubbar, universitetskurser samt ryktesvägen blev Limite något av en myt, och dess svårtillgänglighet mellan 1932 och 1978 bidrog ytterligare till att filmen uppnådde kultstatus.
Vid magasinet Filme culturas omröstning 1968 gällande de bästa brasilianska filmerna genom tiderna rankades Limite på tionde plats. Filmen utsågs 2015 till den bästa brasilianska filmen någonsin på Associação Brasileira de Críticos de Cinemas lista över de 100 bästa brasilianska filmerna.

## Handling
En man och två kvinnor driver till sjöss i en roddbåt, och under filmens gång visas tillbakablickar på händelser som lett till att de hamnat i båten. En av kvinnorna har rymt ur fängelse, den andra har flytt från sin våldsamme, alkoholiserade make, medan mannen förlorat sin hustru och sedan förälskat sig i en gift kvinna.

## Roller
| Olga Breno        | – Kvinna #1                     |
| Taciana Rey       | – Kvinna #2                     |
| Raul Schnoor      | – Man #1                        |
| Brutus Pedreira   | – Man #2                        |
| Carmen Santos     | – Kvinna som äter frukt         |
| Mário Peixoto     | – Man som sitter på kyrkogården |
| Edgar Brazil      | – Sovande man på biografen      |
| Iolanda Bernardes | – Kvinna med symaskin           |

## Bakgrund
I augusti 1929 var Mário Peixoto på en sommarlovsresa i Paris, när han såg ett fotografi av André Kertész i tidningen VU. Det föreställde två manshänder i bojor runt halsen på en kvinna som stirrade in i kameran. Fotografiet blev vad handböcker för manusförfattare kallar den "generativa bilden", ett frö till ett helt filmmanus, för Limite. Det färdiga scenariot, som publicerades för första gången 1996, var mer en samling visuella påminnelser till regissören än ett traditionellt manus.

## Produktion
Peixoto ville spela den manliga huvudrollen och presenterade sitt scenario för två av Brasiliens främsta filmskapare, Humberto Mauro och Adhemar Gonzaga, de tyckte dock båda att det var för personligt för att regisseras av någon annan än Peixoto själv. De rådde honom att anställa kameramannen Edgar Brazil, som hade den erfarenhet som behövdes för att säkerställa slutförandet av projektet.

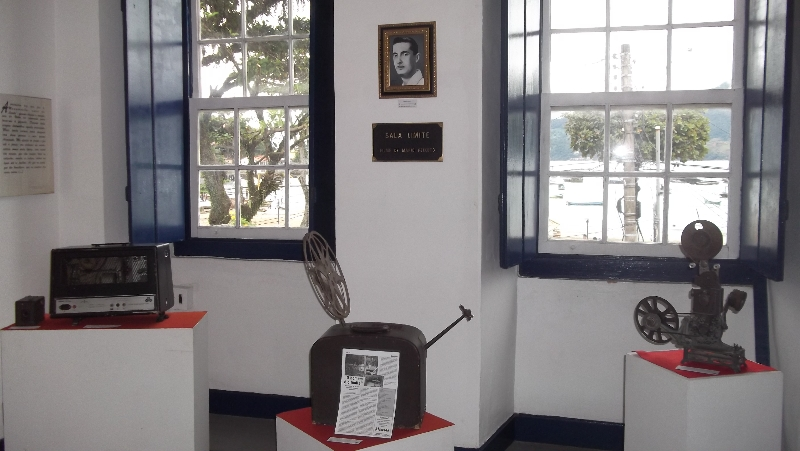
Utställning om Mário Peixoto på Museu Municipal de Mangaratiba.

Inspelningen av Limite inleddes i maj 1930 och pågick fram till slutet av januari 1931. Fyra kameror användes, varav en mycket föråldrad modell vars alla tillbehör fick byggas i trä av Edgar Brazil. I kamerorna användes importerad pankromatisk film med hög känslighet för gråskalor. Filmen spelades in vid kusten i Mangaratiba, en by ungefär femtio mil från Rio de Janeiro, där Mário Peixotos kusin ägde en gård.

## Mottagande
Limite hade premiär den 17 maj 1931 på Cinema Capitólio i Cinelândia i centrala Rio de Janeiro, visningen var en privat tillställning organiserad av Club Chaplin. Filmen hade sedan tre offentliga visningar i Rio mellan maj 1931 och januari 1932. Limite mottogs väl av kritiker, som ansåg att den var en nyskapande avantgardeproduktion, den möttes dock med likgiltighet av allmänhet och distributörer, vilket ledde till att den aldrig fick någon kommersiell distribution.
Under de följande åren hölls sporadiska visningar, bland annat 1942 då Vinicius de Moraes (vid tiden filmkritiker) arrangerade en specialvisning för Orson Welles, som var i Sydamerika för inspelningen av It’s all True, och för Maria Falconetti, stjärnan från En kvinnas martyrium. Filmen blev också något av en kultfavorit på filmklubbar och på universitetskurser.
Peixoto fortsatte under hela sin livstid att marknadsföra Limite, och efter att ha misslyckats med att få filmen distribuerad kommersiellt skapade han rykten om visningar i Paris och London, bland annat genom att anonymt publicera en recension i den brittiska filmtidningen Close Up där han hyllade filmen. Trots att filmen förmodligen aldrig visades i England ledde översättningen av recensionen till portugisiska till fler att fler analyser av filmen skrevs av brasilianska kritiker. En av de viktigaste delarna i myten kring Limite var den recension som Peixoto hävdade att Sergej Eisenstein skrivit i London-tidningen Tatler 1932, när den skulle publiceras 1965 hävdade han att den handskrivna text han lämnat in var en egen översättning av den engelska artikeln. Vid ett senare tillfälle hävdade han att artikeln hade publicerats i Tyskland och översatts av Edgar Brazil, kort före sin död erkände dock Peixoto att han skrivit den själv.

## Bevarande
Mario Peixoto färdigställde aldrig några fler filmer, under 1930-talet påbörjade han tre filmprojekt, men dessa övergavs och han ägnade sig istället åt litteratur och teater. Enligt den franske filmhistorikern Georges Sadoul skulle han ha tagit filmen ur cirkulation och med sig till en avlägsen ö, där regissören inte tillåtit någon se den sedan 1940. Detta visade sig inte stämma då Limite blivit en favorit hos bland annat filmkritikern Pedro Lima, journalisten och författaren Otávio de Faria och professor Plínio Süssekind Rocha, vilka arrangerade årliga visningar av filmen på Faculdade Nacional de Filosofia.
I slutet av 1950-talet hade alla kopior av Limite antingen försvunnit eller förfallit så pass mycket att filmen riskerade att gå förlorad. Rochas nitratkopia var 1959, på grund av dåliga lagringsförhållanden i kombination med den höga salthalten i Rios luft, i så dåligt skick att den inte längre kunde visas. Rocha och Saulo Pereira de Mello inledde då en restaurering av kopian som troddes vara det sista återstående exemplaret, en process som kom att fortsätta i ett halvt sekel. Filmen lagrades på skolan fram till 1966, då den konfiskerades av militärdiktaturens polis tillsammans med kopior av de sovjetiska filmklassikerna Pansarkryssaren Potemkin och En moder. Mello lyckades återfå kopian senare under året och restaurationen återupptogs genom fotografiska reproduktioner av varje filmram, vilket gjorde filmen helt otillgänglig tills processen var klar 1978.
Den första restaureringen återvände till festivaler och visningar 1978 och släpptes sedan på VHS i slutet av 1980-talet. Restaureringen som baserades på 35 mm filmen färdigställdes 2010 av Cinemateca Brasileira och Cineteca di Bolognas laboratorium L’Immagine Ritrovata.